# René Duguay-Trouin

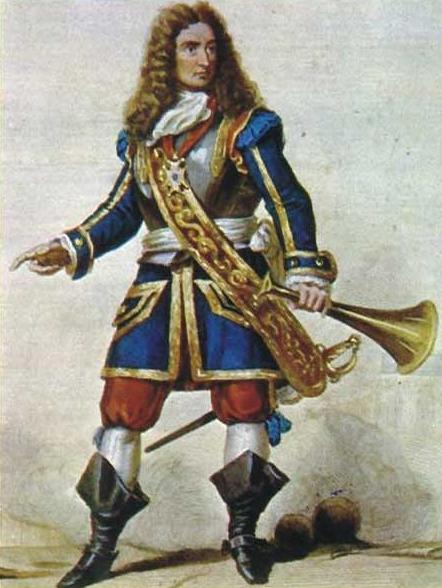
René Duguay-Trouin, por Chasselai (Museu Histórico Nacional).

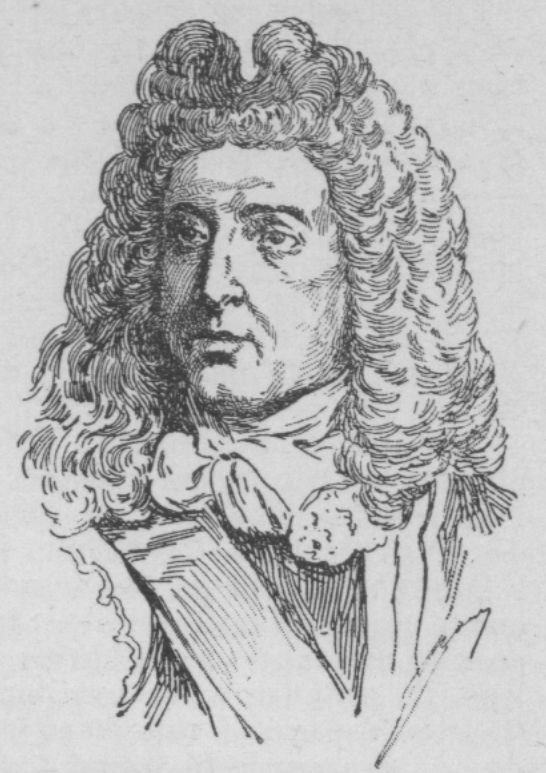
René Duguay-Trouin.

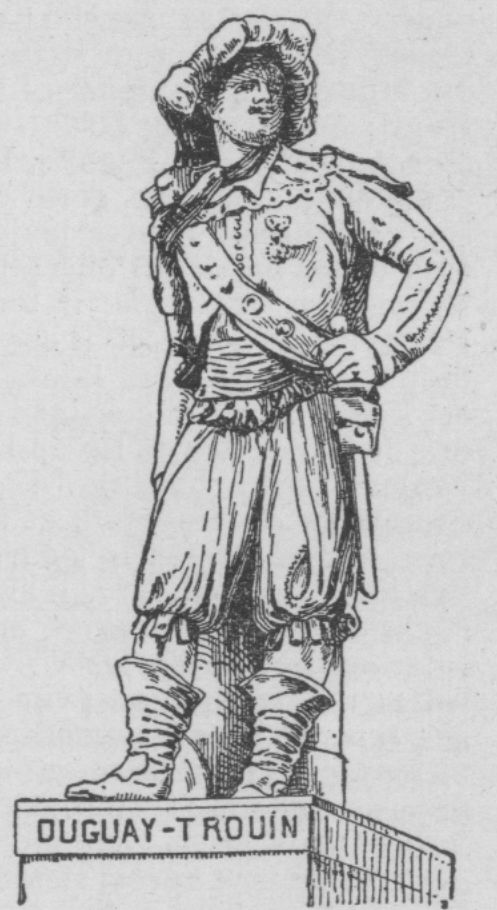
Desenho representando a estátua a Duguay-Trouin, em Versailles.

René Trouin, melhor conhecido como René Duguay-Trouin mas também grafado como Du Guay-Trouin (Saint-Malo, 10 de junho de 1673 — Paris, 27 de setembro de 1736), foi um corsário francês. Senhor de Gué ("Sieur du Gué"), alcançou o posto de almirante ("Lieutenant-Général des armées navales du roi") e de comandante na Ordem de São Luís.

## Biografia
Nasceu em Saint-Malo em 10 de junho de 1673, sendo o quarto filho de Luc Trouin de La Barbinais, capitão e armador - nome herdado por seu segundo filho.
O nome "Duguay" provém de uma propriedade da família. Em suas memórias, manuscrito arquivado nos Arquivos Municipais de Saint-Malo, documento nº 11-12, p. 3, diz vir «de família acostumada ao comércio marítimo, de um pai que comandava navios armados tanto para a guerra quanto para o comércio, segundo os tempos, tendo ganhado reputação de coragem e de muito entendido em assuntos de marinha».
Destinado por seus pais ao sacerdócio, negligenciou os seus estudos no colégio dos jesuítas de Rennes em favor de uma vida de prazeres e de desordens. Morto o pai, passou a estudar em Caen mas negligenciando os estudos pelas mesas de jogo e salas de armas. Voltou a Saint-Malo a pedido da mãe mas como o irmão mais velho embarcou como corsário, não tardou em seguir-lhe os passos, vindo a ganhar reputação por seus feitos. Com permissão materna, embarcou em 1689 como voluntário na fragata «La Trinité», de 18 canhões, pois fora declarada guerra contra a Inglaterra e a Holanda. Com 18 anos, ganhou seu primeiro posto de comando e em 1691 era capitão de uma fragata de propriedade de sua família. Aos 21 anos, Luís XIV de França lhe confiou um de seus barcos, o Profond, de 32 canhões. Prisioneiro na Inglaterra, conseguiu evadir-se, em vida sempre aventurosa.
Desde 1696 fora a Paris, onde foi apresentado ao Rei. Admitido na Marinha Real com a patente de Capitão de Fragata, envolveu-se em numerosas campanhas, como a Guerra da Sucessão Espanhola (1702), e em diversas batalhas contra Ingleses e Neerlandeses.

## Nos Açores
No contexto da Guerra de Sucessão Espanhola, uma armada constituída por oito naus de linha e três navios corsários, todos com artilharia grossa, sob o comando de Duguay-Trouin, dirigiu-se aos Açores, com o plano secreto de atacar a Frota do Brasil, furtando-se à ação da Armada das ilhas. Nas águas da Ilha de São Jorge, em 19 de Setembro de 1708, atacaram a Vila das Velas. Rechaçados, no dia seguinte efetuaram uma novo assalto, logrando lançar em terra mais de 500 homens, que se dedicaram ao saque das casas e igrejas da referida povoação.

## Rumo ao Brasil
Pouco depois, foi incumbido de comandar uma esquadra para invadir o Rio de Janeiro, depois do fracasso de idêntica tentativa, empreendida por Duclerc. O Rio era tido, como se pensava então, por entreposto do ouro que descia das montanhas de Minas Gerais.
Segundo o historiador Silva Leme, o conde de Toulouse, almirante de França, liderava conhecidos homens de negócio da Bretanha como acionista da empresa, sob a proteção da coroa. As riquezas brasileiras, no início do século XVIII, chamavam a atenção do mundo, e haviam sido divulgadas por Ambroise Jauffret, francês fixado no Brasil havia 30 anos, que em 1704 teria remetido ao conde de Pontchartrain uma Memória com a descrição dos portos do Brasil e um mapa ilustrativo - mas Andrée Mansuy afirma não se encontrar nos arquivos da França qualquer resposta das autoridades a este audacioso plano (ver «Mémoire inédit d´Ambroise Jauffret sur le Brésil à l´époque de la découverte des mines d´or» in «Actas do V Colóquio Internacional de Estudos Luso-Brasileiros, Coimbra, 1963.
Marie-Françoise Bidault nos diz que para obter os fundos necessários à expedição, Duguay-Trouin entrou em contacto com importantes figuras de Saint-Malo: M. de Coulanges, futuro controlador geral da casa do rei, os senhores de Beauvais e de la Sandre Le fer, os três muito estimados a fiáveis, e a três grandes negociantes da cidade, os senhores de Belille-Pépin, de L´Espée-Danican e de Chapdelaine. Levantou a soma total de 1.200 mil libras para víveres, munição e outras despesas indispensáveis - o rei cedeu seu nome e sua confiança mediante reserva de 1/5 do botim a ser obtido com a expedição. Resolvidos estes problemas, o corsário foi a Brest com um irmão e mandou armar 11 navios, encomendando quatro outros em Rochefort e um em Dunquerque.
Em francês, o «Diário Histórico ou Relação do que se passou de mais notável na campanha do Rio de Janeiro pela esquadra do rei comandada por M. Duguay-Trouin em 1711» foi publicado no livro «La Bretagne. Le Portugal. Le Brésil. Echanges et rapports», edição das Universidades da «Haute Bretagne», de Nantes e da Bretanha Ocidental quando do cinquentenário da criação na Bretanha do ensino do português, páginas 175-232. Documento interessantíssimo, pois descreve como o capitão, cavaleiro de São Luís, «por sua capacidade e valor provado, como obtivera a justa confiança dos armadores de Saint-Malo, pudera formar uma considerável esquadra e equipá-la em segredo para a expedição ao Brasil. Brest forneceu a maior parte do equipamento, onde o autor do Diário mencionado embarcou no navio Lys. Duguay-Trouin montou sua esquadra também em outros portos, até compô-la com sete enormes navios de 54 a 74 canhões, seis fragatas de 22 a 44 canhões, uma galeota, dois «traversiers» armados em galeotas e um barco de carga. A lista indicada é a seguinte:
1. o Lys, 72 canhões, comandado pelo próprio Duguay-Trouin, general da esquadra, com mais de 20 oficiais, 10 guardas-marinha, 84 oficiais de marinha, 227 marinheiros, 56 oficiais soldados, 246 soldados, 3 voluntários, 22 criados e 6 grumetes, no total 678 homens.
2. o Brillant, 64 canhões, comandado pelo cavaleiro de Gouyon-Beaufort, capitão-de-fragata, com 15 oficiais, 11 guardas-marinha, 71 oficiais de marinha, 166 merinheiros, 43 oficiais soldados, 196 soldados, 12 criados e 5 grumetes, no total 520 homens.
3. O Magnanime, com 64 canhões, comandado pelo cavaleiro de Courserac, capitão-de-fragata, com 18 oficiais, 12 guardas-marinha, 84 oficiais de marinha, 212 marinheiros, 53 oficiais soldados, 253 soldados, 20 criados e 19 grumetes, no total 673 homens.
4. o Achille, de 66 canhões, comandado pelo cavaleiro de Beauve, capitão-de-fragata, com 17 oficiais, 9 guardas-marinha, 72 oficiais de marinha, 174 marinheiros, 50 oficiais soldados, 207 soldados, 17 criados e 12 grumetes, no total 559 homens.
5. armado em Rochefort, o Fidèle, 58 canhões, comandado pelo capitão de la Moinerie-Miniac, comissionado capitão-de-fragata para a missão, com 14 oficiais, 8 guardas-marinha, 70 oficiais de marinha, 137 marinheiros, 42 oficiais soldados, 193 soldados, 15 criados, 6 grumetes, no total 486 homens.
6. armado em Dunquerque, o Mars, de 94 canhões, comandado pelo capitão de la Cité-Danican, comissionado capitão-de-fragata para a missão, com 14 oficiais, 6 guardas-marinha, 66 oficiais da marinha, 140 marinheiros, 40 oficiais soldados, 176 soldados, 18 criados, 19 grumetes, no total 480 homens.
7. o Glorieux, 66 canhões, comandado pelo capitão M. de la Jaille, tenente, com 14 oficiais superiores, 11 guardas-marinha, 68 oficiais de marinha, 170 marinheiros, 43 oficiais soldados, 212 soldados, 3 voluntários, 16 criados, 14 grumetes, em total de 552 homens.
8. armado em Rochefort, o Aigle, fragata de 40 canhões comandada pelo capitão senhor de La Mare de Can, comissionado para a campanha, 10 oficiais superiores, 3 guardas-marinha, 47 oficiais de Marinha, 63 marinheiros, 16 oficiais soldados, 77 soldados, 11 criados e 10 grumetes, no total 238 homens.
9. fragata Amazone, 36 canhões, comandada pelo senhor de Chesnay-le-Ferm comissionado para a campanha, 7 oficiais superiores, 6 guardas-marinha, 35 oficiais de marinha, 90 marinheiros, 24 oficiais soldados, 122 soldados, 9 criados, 10 grumetes, total de 318 homens.
10. a galeota Bellone, 36 canhões, comandado pelo capitão de Kerguelen, 6 oficiais superiores, 5 guardas-marinha, 35 oficiais de marinha, 67 marinheiros, 17 oficiais soldados, 83 soldados, 8 criados, 7 grumetes, no total 229 homens.
11. a fragata Astrée, 22 canhões, comandado pelo senhor de Rogon, comissionado para a campanha, 11 oficiais superiores, 31 oficiais de marinha, 50 marinheiros, 9 oficiais soldados, 40 soldados, 1 voluntário, 7 criados, 10 grumetes, no total 160 homens.
12. a fragata Argonaute, 44 canhões, comandado pelo capitão senhor du Bois-de-la-Motte, 7 oficiais superiores, 7 guardas-marinha, 51 oficiais de marinha, 98 marinheiros, 38 oficiais soldados, 113 soldados, 9 criados, 12 grumetes, no total 336 homens.
13. armada em Rochefort, a fragata Le Chancelier, 40 canhões, comandada pelo capitão senhor Durocher-Danican, 18 oficiais, 67 oficiais de marinha, 100 marinheiros, 2 oficiais soldados, 12 soldados, 37 voluntários, 9 grumetes, no total 246 homens.
14. armada em Port-Louis, a fragata La Glorieuse, 34 canhões, comandado pelo capitão senhor de la Perche, 19 oficiais, 34 oficiais de marinha, 120 marinheiros, 8 oficiais soldados, 33 soldados, 6 voluntários, 6 grumetes, no total 227 homens.
15. La Concorde, 14 canhões, barco de carga, comandado pelo capitão senhor de Pradel-Daniel, 7 oficiais, 15 oficiais de marinha, 30 marinheiros, 4 oficiais soldados, 21 soldados, 1 voluntário, 2 criados, 10 grumetes, no total 91 homens.

Outros barcos menores foram, armados em Rochefort, o Patient, com 3 oficiais marinheiros, 9 marinheiros, 10 soldados, 23 homens no total; e o Françoise, com 3 oficiais de marinha, 7 marinheiros, 1 oficial soldado, 8 soldados, 20 homens no total.
Contava então, com 5 824 homens. Outros relatos indicam que a esquadra, composta de 17 navios, tinha força de 5 674 marinheiros e soldados. A esquadra se reuniu praticamente diante de La Rochelle, de onde partiu para, como diz o Relato acima mencionado, «buscar como os argonautas, sob o comando de um novo Jasão, não um, mas diversos tosões de ouro», pois tencionavam «num novo mundo ir arrancar as riquezas dadas a mãos indignas de as guardar». Apenas no 22º dia Duguay-Trouin declarou abertamente aos que o acompanhavam que o destino era o Rio de Janeiro! Passaram em 1º de julho pelas ilhas de Cabo Verde, em agosto cruzaram a linha do Equador, passaram ao largo da ilha da Ascensão, e no final do mês fizeram subir bandeira inglesa - Duguay-Trouin ainda resolveu com seus oficiais se atacariam ou não a baía de Todos os Santos - tendo resolvido afinal marchar direto rumo ao Rio. Viram terra brasileira no 10º dia de setembro.

## No Rio de Janeiro

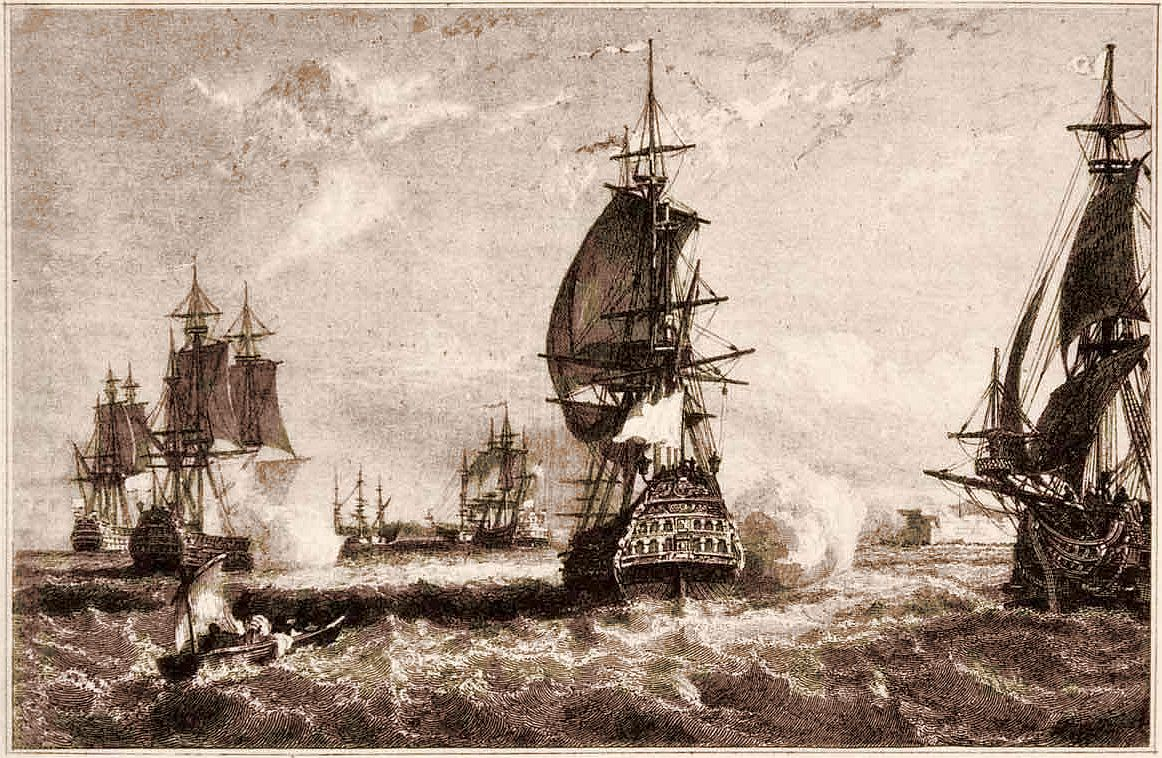
Chegada da esquadra de Duguay-Trouin na baía de Guanabara.

A esquadra se aproximou da entrada da barra da baía de Guanabara em 12 de setembro de 1711, que penetrou dois dias mais tarde. Descobriria mais tarde que sua chegada não era tampouco uma surpresa, tendo 15 dias antes aportado um barco inglês com a informação. A defesa do Rio de Janeiro tinha mesmo sido reforçada com canhões comandados por Gaspar da Costa e por certo normando, du Bocage, francês a serviço de Portugal. O corsário fez certo cavaleiro de Courserac colocar-se à testa da esquadra, por conhecer um pouco a entrada da barra da cidade.
Logrando escapar ao fogo da Fortaleza de Santa Cruz da Barra, apossou-se da Ilha das Cobras, e de lá pode se apossar de numerosos morros sem resistência. A população, em pânico, refugiou-se nas florestas vizinhas. As tropas francesas desceram à terra no dia 14 de Setembro. Mediante ultimato ao governador Francisco de Castro Morais a quem encontrava «honra bastante para não ter tomado parte nos massacres» dos franceses aprisionados antes, e à exigência de um resgate, que obteve, partido em novembro para a França e ali chegando em fevereiro de 1712.
Há no Diário de du Plessix (guarda-marinha do Lys Duplessis-Parseau), observações muito curiosas sobre a terra («aplica-se a esta região o provérbio italiano que diz bona terra, mala gente, pois os habitantes tem más qualidades e a terra boas»), sobre as minas de ouro e de prata, sobre os costumes dos habitantes, sobre os animais, o clima, os Paulistas («uma mistura de todas as nações e raças, onde a dos portugueses domina, que são mais ou menos como os flibusteiros», cujo «espírito de independência lhes acarretou frequentemente guerras, fazendo com que até hoje nem sejam completamente livres nem estejam submetidos»).
Ione de Andrade, no artigo mencionado, comenta que «entre o governador e sua família, bem como entre os demais chefes políticos e religiosos da praça carioca, e os franceses, reinou durante as negociações» (para o resgate da cidade) «uma tal cordialidade que hoje temos a impressão de que o episódio da invasão foi, na verdade, pretexto para que, no engenho jesuíta chamado Engenho Novo, se encontrassem os representantes de duas organizações mercantis, a fim de negociarem livremente a venda e compra de um próspero entreposto, situado à beira-mar.» Encontra-se a prova no relato de um francês, Lagrange, reproduzido na Revista I.H.G.B., volume 270, p. 7-37 cuja tradução seria: «Fomos recebidos muito civilmente pelo tesoureiro geral, por três coronéis e muitos oficiais e religiosos e nos foi dada boa refeição.» A fraqueza do governador, a fuga dos militares encarregados da defesa da praça carioca, a traição dos jesuítas, a ganância do mestre-de-campo João Sotto Maior, tudo diminui os méritos de Duguay-Trouin, que de fato inventou perigos e dificuldades na operação do resgate da cidade a fim de engrandecer-se aos olhos de seus compatriotas.»
E chega à autora à seguinte conclusão: «A corrupção nos altos postos de comando, na mais florescente cidade do Brasil do século XVIII, finalmente convenceu a Coroa da necessidade de se ocupar diretamente de sua colônia. Como dizem alguns historiadores: Portugal acordou, após a segunda invasão francesa.» Diz D. Clemente Silva Nigra em sua «História do Rio de Janeiro» que a Ilha das Cobras foi então escolhida para sede de uma fortificação que protegesse o ancoradouro junto ao morro de São Bento e a ilha, e a grande praia da cidade, entre o morro de São Bento e a fortaleza de Santiago, no Calabouço de hoje».

## Duguay-Trouin visto pelos brasileiros
Ione de Andrade publicou um artigo intitulado «Duguay-Trouin visto pelos brasileiros» em que cita a maioria dos historiadores brasileiros, que «transmitiu uma imagem exclusivamente negativa sobre o navegante de Saint-Malo, comprometido com empresas mercantis e salvaguardado pela «carta de corso». Estuda-o depois nos livros didáticos onde, na França e no Brasil, é ao mesmo tempo «herói ou anti-herói, servidor fiel da coroa francesa, inimigo da portuguesa». Segundo ela, os historiadores do século XIX, «preocupados em legar uma imagem menos desagradável dos governantes portugueses (…), concentraram as suas críticas na figura de Castro Morais, cognominado pelo irreverente povo carioca de: O Vaca. Nenhum ressaltou as inúmeras consequências favoráveis tanto para a cidade do Rio de Janeiro quanto para a colônia em geral».
Silva Leme apontou entre as razões do sucesso da expedição o auxílio recebido por parte da população marginal da cidade, invadida e ocupada pelos franceses durante mais de um mês. Nota-se que hoje em dia ninguém mais duvida que a expedição não se destinava a vingar a morte de Du Clerc e as péssimas condições em que viviam seus compatriotas nas prisões, pois disso só tomaram conhecimento quando no Rio de Janeiro.
D. Clemente Maria da Silva Nigra, beneditino e historiador, descreve a defesa que os beneditinos fizeram chefiados por um francês, o famoso Bocage - mestre de campo Gil Le Doux du Bocage, francês entrado em 1704 para a Marinha de Portugal como capitão de mar e guerra, que participaria ainda em 1717 da expedição contra os turcos no Mediterrâneo. Feita a paz entre invasores e governantes, Bocage conseguiu permissão para ver Duguay-Trouin. «Passou alguns dias no meio dos corsários franceses», segundo Ione de Andrade, «e destes comprou até um pequeno navio no qual foi depois para a Bahia, comunicar a Vasconcelos a derrota do Rio de Janeiro; em seguida, foi com essa missão até Portugal.» E pergunta a autora: «Duguay-Trouin, «ladrão do mar», como o querem entre outros Hélio Vianna e Pedro Calmon, e Du Bocage, herói português, além de antepassado do grande poeta Manuel Maria du Bocage?»
O grande estudioso das invasões francesas general Augusto Tasso Fragoso divulgou manuscritos encontrados nos arquivos cariocas de autoria de protagonistas: Gaspar da Costa Ataíde, Antônio de Albuquerque Coelho de Carvalho, Francisco de Castro Morais, ao governador-geral do Brasil D. Pedro de Vasconcelos e a D. Lourenço de Almeida. Cita inclusive documento que se encontra na Biblioteca Nacional: Relação da infeliz desgraça que sucedeu na cidade do Rio de Janeiro com a guerra, que segunda vez lhe foram fazer os franceses em setembro de 1711.
Resulta desses documentos, diz Ione de Andrade, «que Duguay-Trouin era um competentíssimo navegador e homem de coragem indiscutível, pois sua grande façanha consistiu justamente nessa entrada na barra, sob intenso nevoeiro e no desafiado às fortalezas onde, segundo o barão do Rio Branco, havia 164 canhões de que 14 eram de bronze. Até hoje, o mosteiro de São Bento conserva dois desses canhões do século XVIII. Francisco de Castro Morais, no seu relato, observa: «Em menos de duas horas tinham entrado na barra 18 navios franceses, coisa incrível para quem conhece a barra do Rio de Janeiro.»
O historiador Moreira de Azevedo é autor de um romance histórico, «Os franceses no Rio de Janeiro», publicado pela Livraria Garnier em 1870, que pode ser consultado na Biblioteca Nacional e em cujas páginas 39 e seguintes narra o episódio, verdadeiro, do «gesto nobre de Duguay-Trouin de entregar a seu pai a espada do valente Bento do Amaral». Personagem da guerra dos Emboabas, «fiel aos interesses da Coroa e contra os direitos dos bandeirantes», morrera em combate aos franceses em 1711. Diz Moreira de Azevedo que carta régia de 7 de abril de 1712 agradecerá aos descendentes de Bento do Amaral, comunicando-lhes que «ficava na real lembrança o honroso procedimento com que se houvera aquele seu parente na ocasião em que os franceses invadiram a praça do Rio de Janeiro».
Outros depoimentos sobre o corsário sublinham «a firmeza com que enfrentou a primeira resposta de Castro Morais a suas ameaças de destruição da cidade - o que, na verdade, nunca teria intentado perpetrar porquanto seria o prejudicado, bem como os acionistas de sua expedição - ao que revidou pela ação imediata, isto é, o bombardeio da noite de 21 para 22 de setembro de 1711. A deserção do governador Francisco de Castro Morais e do Terço da nobreza contrasta fortemente com a decisão do corsário de ocupar a cidade a qualquer custo. Esquecera talvez o «fanfarrão» (Castro Morais) «que, após a invasão de Jean-François Duclerc procurara humilhar o inimigo, amarrando a bandeira francesa na cauda de seu cavalo» e, muito distante de tal comportamento, Duguay-Trouin mandou rezar um Te-Deum na catedral e fez devolver aos jesuítas toda a prata de sua igreja, saqueada pelos marinheiros e ex-prisioneiros da esquadra de Du Clerc.» É disso testemunha o historiador inglês C. R. Boxer. Sem esquecer que José Collett, a mando de Antônio de Albuquerque Coelho de Carvalho, comprou dos franceses 2 800 barris de pólvora e resgatou um navio da Companhia das Índias Orientais - o Jane - com sua carga, por 3 500 libras esterlinas em letras de câmbio sobre a praça de Londres.

## Duguay-Trouin e o Santo Ofício
Diz ainda o mesmo autor: «Duguay-Trouin ao menos evitou o espetáculo ao povo de Lisboa de alguns autos-da-fé, de procissões de penitentes que saíam das prisões do Santo Ofício para as fogueiras, com tochas de cera verde nas mãos e revestidos de samarra e carocha.»
Esta observação final se deve a que mais de cem cristãos-novos, inclusive um José Gomes da Silva, pediram asilo ao corsário que os recolheu e os levou para fora da cidade, salvando-os assim da Inquisição portuguesa. Pode tratar-se do José Gomes da Silva mencionado em carta régia de 14 de Outubro de 1699 como contratador dos dízimos?
Comenta Varnhagen em carta de 17 de fevereiro de 1844 (Revista do I.H.G.B, tomo VI, 1865, p. 330-333): «Já nem admira que houvesse brasileiros que, por ocasião de um insulto invasor e de saque e pilhagem à sua pátria e domicílio se fosse abraçar com a bandeira vencedora, para buscar proteção contra a perseguição dos seus próprios: foi o que sucedeu em 1711 quando a hoje capital do Império foi forçada pelo destemido Duguay-Tro9uin.» E monsenhor Pizarro, em suas Memórias Históricas, volume I, p. 59, reproduz carta de Manoel Vasconcelos Velho a um amigo em Lisboa, Domingos José da Silveira, com as palavras: «não irá nela José Gomes da Silva, e os filhos, porque quando o general francês saiu do colégio que foi a sua moradia, se abraçou com uma bandeira, dizendo - que aquela bandeira de El-Rei de França lhe valesse - e com efeito foi com eles.»
Era aliás tão notória a amizade dos cariocas aos franceses que o governador Francisco de Castro Morais deveria publicar, ainda em 17 de agosto de 1711, um Bando no qual estipulada que «todo morador que em sua casa tiver francês algum, e for consentido ou concorrer para que haja falta em que se apresentar, será castigado se meramente, e preso pelo tempo que me parecer.»

## De volta à França
Duguay-Trouin levantou âncora do Rio de Janeiro em 13 de novembro, carregando em seu navio uma francesa de Saint-Malo que havia frequentado recentemente e um francês - Duplessis-Parseau comenta, aliás, que ela «levava consigo do que conseguir protetores em seu país». Não se deixou tentar pela Bahia, onde permaneciam diversos prisioneiros da expedição de Duclerc. A viagem de retorno foi difícil, pois em 29 de janeiro de 1712, na altura dos Açores, houve violentíssima tempestade na qual se perderam o Magnanime e o Fidèle, o que muito entristeceu o corsário, por estimar particularmente o capitão do primeiro, de Courserac, e por recordar a sua carga de 600 mil libras em ouro e em prata, além da grande quantidade de mercadoria. Foi por isso acolhido com frieza pelos armadores, um pouco decepcionados, embora se saiba que tiveram afinal 92% de lucro (resultado a que se chegou em 1718, depois da liquidação final). No plano moral, porém,  a tomada do Rio de Janeiro foi «o último feito imortal da marinha de Luís XIV».
Em 1715 foi feito Chefe de Esquadra (chef d'escadre) e, em 1728, Lugar-tenente Geral (lieutenant général).
Segundo o historiador Basílio de Magalhães, apesar da promoção recebida «por motivo de sua audaciosa proeza», teria morrido «quase pobre e deslembrado em 1736». A ânsia de ganho evidenciada pelo comércio desenfreado que manteve com a classe mercantil do Rio de Janeiro destinava-se a seus oficiais e superiores, bem como a seu irmão Luc Trouin, para cuja descendência obteve carta de nobreza
Uma estátua em sua homenagem, com 4 metros de altura, figura no Palácio de Versalhes, considerada a obra-prima do escultor Dupasquier.